# Оринџ (Калифорнија)
Оринџ (енгл. Orange) град је у америчкој савезној држави Калифорнија. По попису становништва из 2010. у њему је живело 136.416 становника.

## Демографија
Према попису становништва из 2010. у граду је живело 136.416 становника, што је 7.595 (5,9%) становника више него 2000. године.
|                   | 2010.            | 2000.            |
| Укупно            | 136 416 (100,0%) | 128 821 (100,0%) |
| Белци             | 63 805 (46,77%)  | 70 292 (54,57%)  |
| Хиспаноамериканци | 52 014 (38,13%)  | 41 434 (32,16%)  |
| Азијати           | 15 350 (11,25%)  | 12 000 (9,315%)  |
| Остали            | 3 020 (2,214%)   | 3 039 (2,359%)   |
| Афроамериканци    | 2 227 (1,633%)   | 2 056 (1,596%)   |

## Партнерски градови
- Сантијаго де Керетаро
- Novokosino District
- Оринџ
- Оранж
- Timaru